# تفريغ ضيائي

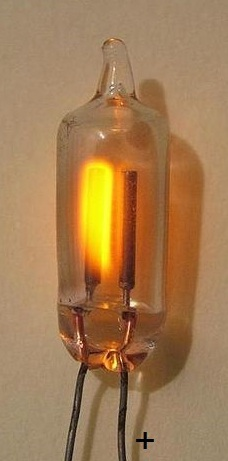
مصباح نيون 1/2 بوصة يظهر التفريغ الضيائي محاطاً بالكاثود.

التفريغ الضيائي (ويختصر إلى GD)  هو بلازما تتكون من مرور تيار كهربائي خلال غاز ذي ضغط منخفض. يتم إنشاؤه من خلال تطبيق الجهد الكهربائي بين قطبين معدنيين في أنبوب زجاجي يحتوي على غاز. عندما يتجاوز الجهد قيمة معينة؛ فإن الغاز يتأين متحولاً إلى بلازما، ويسري التيار الكهربي؛ مما يؤدي إلى تألق الضوء الملون وازدياد توهجه. ويعتمد لون الضوء على نوع الغاز المستخدم. ويستخدم التفريغ الضيائي كمصدر للضوء في العديد من المصابيح مثل مصابيح النيون ومصابيح الفلوريسنت، وكذلك الأجهزة مثل أجهزة التليفزيون المزودة بشاشات البلازما. كما يستفاد من التفريغ الضيائي في بعض مجالات دراسة فيزياء البلازما والكيمياء التحليلية؛ حيث أن تحليل الضوء الناتج عن الطيف (التحليل الطيفي) يكشف الكثير عن التفاعلات والتغيرات الحادثة في الغاز.

## آلية التشغيل الأساسية
وضع هذا النظام لأول مرة عبر ويليام كروكس. أبسط نوع من التفريغ الضيائي هو التفريغ الضيائي للتيار المباشر، وتتكون في أبسط صورها من قطبين في خلية عقدت في الضغط المنخفض. وعادة ما تملأ الخلية بغاز النيون، ولكن يمكن استخدام غازات أخرى. ويتم تطبيق الجهد الكهربائي من عدة مئات فولت بين القطبين. ويتأين جزء صغير من الأيونات الموجودة داخل الخلية في البداية من خلال عدة عمليات عشوائية. تلك الأيونات تتحرك نحو القطب السالب من الجهد الكهربائي، بينما تدفعها الإلكترونات نحو القطب الموجب من نفس الجهد. الأيونات والإلكترونات الموجودة أولاً تصطدم مع الذرات الأخرى مؤينة إياها. طالما يتم الحفاظ على مستوى الجهد يبقى وجود الأيونات والإلكترونات. يتم نقل جزء من الطاقة الحركية للأيونات إلى الكاثود. يحدث هذا جزئياً من خلال الاصطدام بأيونات الكاثود مباشرة. تصطدم الأيونات بعدد أكبر من ذرات الغاز المحايدة، وتنقل لها جزءاً من طاقتها. عند اصطدام الأيونات أو الذرات بالكاثود، فإن تلك الاصطدامات تعيد توزيع هذه الطاقة حتى يتم إخراج جزء من الكاثود، وعادة ما يكون في شكل ذرات حرة. عندما يخلو من الكاثود، تنتقل الذرات إلى الجزء الأكبر من عملية التفريغ الضيائي من خلال الانجراف، ويرجع ذلك إلى الطاقة التي اكتسبتها من العملية السابقة. يمكن للذرات بعد ذلك أن تثار بالتصادم مع الأيونات والإلكترونات أو الذرات الأخرى التي تم إثارتها بالتصادم. وعند الإثارة، تفقد الذرات طاقتها بسرعة كبيرة. وتوجد العديد من الطرق التي تجعل هذه الطاقة تضيع، وأكثرها أهمية هو عن طريق الإشعاع، مما يعني أن يتم تحرير فوتون لحمل الطاقة بعيداً. الطول الموجي لهذا الفوتون يمكن استخدامه لتحديد هوية الذرة، وعدد الفوتونات يتناسب طردياً مع تركيز هذا العنصر في العينة. بعض الاصطدامات تسبب التأين. يتم الكشف عن هذه الأيونات في مطياف الكتلة الذري. كتلة تلك الأيونات تكشف نوع الذرات، بينما تكشف كميتها عن كمية هذا العنصر في العينة.

## أنواعه
هناك أنواع مختلفة من أنواع التفريغ الضيائي يشمل:
- التفريغ الضيائي للضغط العالي.
- تفريغ القطب السالب (الكاثود) الأجوف.
- التفريغ الرذاذي.